# 인간 탯줄 정맥 내피 세포
인간 탯줄 정맥 내피 세포(Human umbilical vein endothelial cells, HUVECs)는 탯줄 내피 세포의 혈관으로부터 유래된 세포이다. HUVECs은 1970년대 Jaffe와 다른 사람들에 의해 체외에서 처음으로 분리되고 배양되었다. 일반적으로 출산 후 절제되는 탯줄로부터 분리하기 위한 간단한 기술로 비용도 저렴하게 사용할 수 있다. HUVECs은 실험실에서 쉽게 배양이 가능하다. 그리고 인간 탯줄 동맥 내피 세포와 마찬가지로 혈관벽을 감쌀 때 조약돌의 표현형을 나타낸다.

## 개요
이 세포들은 내피 세포의 기능과 병리학을 연구하기 위한 실험실에서 모델 시스템 (예 : 혈관 신생)으로 사용된다. HUVECs은 탯줄 정맥으로부터 분리되어 있으며 거대분자 전달, 혈액 응고, 혈관 신생 및 섬유소 용해와 같은 생리학적 및 약리학적 조사에 일반적으로 사용된다. HUVECs은 정상 및 병리학적 조건에서 내피의 정상, 비정상 및 종양 관련 혈관 신생, 산화 스트레스, 저산소증 및 염증 관련 경로와 같은 내피 기능 및 질병의 여러 측면을 연구하는 고전적인 모델 시스템을 제공하며, HUVEC 로트는 자극 의존성 혈관 신생 및 주요 내피 신호 전달 경로(VEGFR, Akt, MAPK 및 인산화의 인산화와 Tie2, eNOS, Axl 및 Etk / Bmx의 발현)를 입증하기 위해 테스트되었다.
또한 HUVECs은 VEGF (혈관 내피 세포 성장 인자)반응에 대해 사전 검사가 가능하다. VEGF는 혈관 신생 및 혈관 신생 모두에 관여하는 중요한 신호 단백질이다. 시험 관내에서, VEGF는 내피 세포의 유사 분열 촉진, 세포 이동, 돋아남 및 미세 혈관 투과성을 자극하는 것으로 나타났다.
Pooled HUVECs은 단일 공여체보다 확실히 안정된 수행자이지만, HUVECs은 비정상적인 내피 세포이며 HUVECs만을 사용하여 수행되거나 목적으로 한 연구에 종종 방해된다. HUVECs은 임상적으로나 생리학적으로 대부분의 질병 모델과 관련이 있을 것으로 추측되고, 일관된 결과를 산출할 수 있다.

## 참고 문헌
1. https://www.cellapplications.com/printpdf/40
2. https://www.researchgate.net/post/HUVECs_or_endothelial_cell_line10
3. Park HJ, Zhang Y, Georgescu SP, Johnson KL, Kong D, Galper JB (2006). "Human umbilical vein endothelial cells and human dermal microvascular endothelial cells offer new insights into the relationship between lipid metabolism and angiogenesis". Stem Cell Rev. 2 (2): 93–102. doi:10.1007/s12015-006-0015-x. PMID 17237547
4. Jump up ^ Jiménez, N., Krouwer, V. & Post, J. A new, rapid and reproducible method to obtain high quality endothelium in vitro. Cytotechnology 65, 1-14 (2012).